# Askersunds tidning
Askersunds tidning var en dagstidning utgiven i Askersund 1917 till 1956. Tidningens fullständiga titel var Nya Askersunds tidning Tidning för Närke samt norra Väster- och Östergötland. Tidningen blev bilaga till Nerikes Allehanda 6 oktober 1956–31 juli 1957. Nya i titeln orsakas av att det funnits en tidigare tidning med titeln Askersunds Tidning (1857–1878).
Tidningen kom ut två dagar i veckan tisdagar och fredagar till 31 december 1925 och var sedan tredagarstidning måndag, onsdag och fredag till 31 augusti 1956, då den lades ner. Förlagsnamnet var Askersunds boktryckeri AB. Tidningen var i början moderat, från cirka 1920 till 1948 neutral och sista åren opolitisk. Priset för tidningen var första året 4:50 kronor och steg till 22 kronor sista året. Sidantalet var fyra inledningsvis och ökade sedan till åtta sidor.
Tryckningen skedde i Askersund på Askersunds Boktryckeri Aktiebolag hela tiden och med bara svart som färg. Typsnitt var antikva. Redaktionen var också förlagd till Askersund. Tidningens upplaga låg för det mesta runt 4000 exemplar, men 1921 nåddes en topp på 8000 exemplar och 1947 var upplagan bara 2800 exemplar.
| Period                 | Ansvarig utgivare      | Titel        | Period                 | Redaktör       |
| 1917-11-20--1918-08-23 | Andersson, Anders Emil | boktryckaren | 1918-03-12--1947-07-18 | Haugard, Joel  |
| 1918-08-24--1947-07-18 | Haugard, Joel          | redaktören   | 1947-07-21--1954-04-14 | Persson, Tore  |
| 1947-07-21--1954-04-21 | Persson, Tore          | redaktören   | 1954-04-17--1955-07-06 | Stärner, Björn |
| 1954-04-23--1955-10-10 | Stärner, Björn         | redaktören   | 1955-07-08--1956-08-31 | ingen uppgift  |
| 1955-10-12--1956-08-31 | Andersson, Olle        |              |                        |                |